# Ждановка (Нижньогородська область)
Ждановка (рос. Ждановка) — присілок в Краснооктябрському районі Нижньогородської області Російської Федерації.
Населення становить 164 особи. Входить до складу муніципального утворення Краснооктябрський округ.

## Історія
До травня 2022 року входило до складу муніципального утворення Маресевська сільрада.

## Населення
| 2002 | 2010 |
| ---- | ---- |
| 192  | ↘164 |